# Superpartner
Superpartner je domnevni delec, ki ga predvideva supersimetrija. Superpartnerje včasih imenujemo tudi sdelci.
V skladu s teorijo supersimetrije ima vsak fermion superpartnerski bozon. Poleg tega vsakemu bozonu pripada superpartnerski fermion. Lastnosti superpartnerjev so podobne lastnostim delca, razen spina, ki se razlikuje za 1/2. 
Superpartnerje označujemo enako kot običajne delce, nad oznako dodamo tildo (vijugo). Tako bi gluino (superpartner gluona – oznaka {\displaystyle g\,}) označevali z {\displaystyle {\tilde {g}}\,}.
Sestavljanje imen superpartnerjev (pravilo za sestavljanje imen se ne uporablja povsem dosledno):
- če je delec fermion, mu dodamo pred običajno ime še črko s (primeri: superpartner elektrona bi bil selektron, superpartner pozitrona bi bil spozitron)
- če je delec bozon, dobi dodatek ino (primeri: gluon bi imel superpartnerja gluino, foton bi imel superpartnerja z imenom fotino, bozon W bi imel superpartnerja z imenom wino, bozon Z pa zino).

Ta način imenovanja se uporablja tudi za fermione, kvarke in leptone. Tako bi bil sfermion superpartner fermiona. Sfermioni bi imeli spin enak 0. Superpartner leptona se bi imenoval slepton (primeri oznak {\displaystyle {\tilde {e}}\,} za elektron in {\displaystyle {\tilde {\nu }}_{e}\,} za elektronski nevtrino itd). Kvark u (kvark up ali gor) bi imel superpartnerja z imenom skvark u, njegova oznaka pa bi bila {\displaystyle {\tilde {u}}\,}. Podobno bi imenovali še vse ostale superpartnerje kvarkov.

## Zunaje povezave
- Supersimetrija na Kvarkadabri (slovensko)
- Teorija strun in supersimetrija (slovensko)
- Neodkrita načela v fiziki (angleško)
- Supersimetrija in novi zakoni v fiziki (angleško)
- Skrivnost mase Arhivirano 2011-07-28 na Wayback Machine. (angleško)